# Leopold Löwenheim
Leopold Löwenheim (Krefeld, 26 juni 1878 -  Berlijn, 5 mei 1957) was een Duitse wiskundige, die bekend is voor zijn werk op het gebied van de wiskundige logica.
Het Nazi-regime dwong hem met vervroegd pensioen te gaan, omdat hij volgens de Neurenberger wetten slechts drie-kwart Arisch was. In 1943 ging het grootste deel van zijn werk verloren tijdens een geallieerde bomaanval op Berlijn. Löwenheim overleefde de Tweede Wereldoorlog, na afloop waarvan hij, inmiddels tegen de zeventig lopend, weer actief werd in het onderwijs.
In 1915 gaf Löwenheim als eerste het bewijs van wat nu bekendstaat als de stelling van Löwenheim-Skolem, vaak beschouwd als het startpunt voor de modeltheorie.

## Belangrijkste publicaties
Primair:
- 1915, "Über Möglichkeiten im Relativkalkül," Mathematische Annalen 76: 447–470. Vertaald als "On possibilities in the calculus of relatives" in Jean van Heijenoort, 1967. A Source Book in Mathematical Logic, 1879–1931. Harvard Univ. Press: 228–251.

Secundair:
- Brady, Geraldine, 2000. From Peirce to Skolem. North Holland. Bevat een gedetailleerde exegese over de proef in Löwenheim (1915) en bediscussieert hoe Thoralf Skolem dit bewijs simplificeerde, veralgemeende en de reikwijdte van dit bewijs uitbreidde.